# Junts pel Poble
Junts pel Poble (JPP), en portuguès, Juntos pelo Povo, és un partit polític portuguès i l'únic amb origen a la Regió Autònoma de Madeira. Els seus principis fundacionals són unitat, transparència i resistència. Està legalitzat pel Tribunal Constitucional des de 2015.

## Història
El partit té origen en un moviment del municipi de Santa Cruz, a la Regió Autònoma de Madeira, que es va presentar a les eleccions municipals de 2013 en aquest municipi i va assolir la majoria absoluta, amb Filipe Sousa com a cap de llista.
Amb aquesta victòria electoral, va decidir convertir-se en partit polític el 2014. Van presentar més de 10.000 signatures (molt per sobre de les 7.500 exigides per llei) al Tribunal Constitucional el novembre de 2014.
Van concórrer a les eleccions generals regionals a Madeira el 2015, malgrat que la Constitució de la República Portuguesa no permet la candidatura de moviments de ciutadans als òrgans legislatius del país, ni tan sols l'existència de partits regionals. JPP va aconseguir 5 diputats a les eleccions generals regionals a Madeira el 2015 amb un 10,34% dels vots (13.229 vots).
Junts pel Poble es va presentar a les eleccions generals de 2015, i va proposar el primer cap de llista per Lisboa, Nuno Lobo Moreira, durant el seu primer congrés.